# Melanolophia zorca
Melanolophia zorca là một loài bướm đêm trong họ Geometridae.